# Associação Nacional dos Fabricantes de Veículos Automotores
Associação Nacional dos Fabricantes de Veículos Automotores (ANFAVEA) é a entidade que reúne as empresas fabricantes de autoveículos (automóveis, comerciais leves, caminhões e ônibus) e máquinas agrícolas (tratores de rodas e de esteiras, colheitadeiras e retroescavadeiras) com instalações industriais e produção no Brasil. A entidade foi fundada em 15 de maio de 1956 e é atualmente presidida por Márcio de Lima Leite.

## Empresas Associadas
Atualmente, a entidade conta com 26 fabricantes associadas, que juntas, reúnem 52 unidades industriais:
- AGCO (Fendt, Massey Ferguson, Valtra)
- Agrale
- Audi
- BMW
- Caoa (Chery, Hyundai)
- Caterpillar
- CNH Industrial (Case IH, Case Construction, New Holland)
- DAF
- Ford
- General Motors (Chevrolet)
- Honda
- HPE Automotores (Mitsubishi e Suzuki)
- Hyundai
- Iveco
- Jaguar Land Rover (Jaguar e Land Rover)
- Komatsu
- Mercedes-Benz
- Mercedes-Benz Cars & Vans
- Nissan
- Renault
- Scania
- Stellantis (Fiat, Jeep, Ram, Peugeot, Citroën)
- Toyota (Toyota, Lexus)
- Volkswagen
- Volkswagen Caminhões e Ônibus (MAN)
- Volvo

## Lobbypara adiar melhorias automotivas para reduzir poluentes
Desde 2020, a ANFAVEA pressiona pelo adiamento da implantação do Programa de Controle da Poluição do Ar por Veículos Automotores (Proconve), a associação disse que pediu uma "adequação de prazo", criticada pelo pedido,  Luiz Carlos Moraes, então presidente da Anfavea disse que o pedido era devido às "dificuldades trazidas pela pandemia".

## Lobbycontra veículos elétricos chineses
Em maior de 2023, a associação incentivou suas associadas a se desfiliar da Associação Brasileira do Veículo Elétrico (ABVE), de acordo com fontes do setor que preferiram não se identificar, a orientação da Anfavea para que suas associadas deixem a ABVE tem como objetivo fortalecer seu protagonismo nas negociações com o governo sobre um programa de eletrificação dos carros no Brasil. Ao mesmo tempo, a ABVE reivindica participação ativa nas discussões relacionadas à política automotiva focada na descarbonização do transporte.
Entre 10 e 14 de abril, três grandes montadoras — Stellantis (que inclui Fiat, Jeep, Peugeot e Citroën), Toyota e Renault — deixaram a ABVE. No dia 26 de abril, a Audi também anunciou sua desfiliação.
Em junho de 2024, as montadoras de veículos pediram ao vice-presidente Geraldo Alckmin o aumento imediato, para 35% (máximo permitido pelo Mercosul), da tarifa de importação sobre carros elétricos, o pedido foi apresentado pelo presidente da ANFAVEA,  Márcio Lima Leite.
Em setembro de 2024, a associação encaminhou à Câmara de Comércio Exterior (Camex) um pedido já submetido ao Ministério da Fazenda, solicitando a aplicação imediata da alíquota máxima do Imposto de Importação sobre carros elétricos e híbridos.